# Mobilapplikation
En mobilapplikation, mobilapp eller bara app, är ett tillämpningsprogram för mobila enheter som smartmobiler och surfplattor. Exempelvis finns det mobila applikationer som kan användas som gps-mottagare, kontaktbok, telefon, kalender, mediaspelare, SMS- och chat-program, mobila webbläsare, e-postklienter och spel. Flera appar är färdiginstallerade av leverantören av den mobila enheten. Appar kan enkelt laddas ned och installeras av användaren själv, och finns tillgängliga för nedladdning från distributionsplattformar och onlinebutiker. Dessa drivs typiskt av utvecklaren ev enhetens mobiloperativsystem, exempelvis Apples App Store med appar for iPhone, iPod och iPad, Google Play med appar för Android-mobiler, Windows Phone Store och BlackBerry App World. Vissa appar tillhandahålls helt utan kostnad (freeware), i vissa fall genom reklamfinansiering, medan andra kostar pengar att köpa, och åter andra kan vara gratis att skaffa men man kan köpa till visst innehåll inifrån appen (de finansieras enligt affärsmodellen freemium), eller den kostnadsfria versionen upphör att fungera efter en viss tid (shareware).
Olika webbplatser som nyhets- och vädertjänster, och sociala medier som Facebook, Twitter och Google+, har även dessa utvecklat egna applikationer för användande på mobila enheter. Fördelar med att använda mobila applikationer framför en vanlig webbläsare är att det går snabbare att starta appen än att vänta på nedladdning av webbsidan, och att appen kan vara bättre anpassad till den aktuella mobila enheten, och kan utbyta information med andra appar. En mobilapplikation kan också i högre grad utnyttja telefonens hårdvara som kamera, gps och inbyggda funktioner som adressboken, jämfört vad motsvarande mobilanpassade webbsida kan. En mobil widget kan likna eller distribueras tillsammans med en mobil app, och kan starta appen. Världens mest använda mobilapplikationer (baserat på antal procent av smartphone-användare världen över som har använt appen den senaste månaden under första halvåret 2013) var:
1. Google Maps (54 %)
2. Facebook (44 %)
3. Youtube (35 %)
4. Google+ (30 %)
5. Weixin/WeChat (27 %)
6. Twitter (22 %)
7. Skype (22 %)
8. Facebook Messenger (22 %)
9. Whatsapp (17 %)
10. Instagram (11 %)

## Onlinebutiker
Flera av de stora utvecklarna av mobila operativsystem erbjuder en onlinebutik varifrån användaren enkelt kan ladda ner och installera appar, betal- såväl som gratisversioner.
- Till Apples IOS-enheter hittar man appar på App Store
Exempel på enheter: Apple Iphone, Apple Ipad
- Google erbjuder Android-appar genom Google Play (tidigare Android Market) eller Amazon appstore [2]
Exempel på enheter: Samsung Galaxy S II, HTC Desire HD, Sony Ericsson Xperia Play, ASUS EeePad Transformer
- Nokias utbud finns på Nokia Store, tidigare Ovi store.
Exempel på enheter: Nokia E6, Nokia X7

## Mindre onlinebutiker
Blackberry world är appbutiken för BlackBerry 10- och BlackBerry OS-enheter. Den öppnade i april 2009 som BlackBerry App World, och har sedan februari 2011 tagit in de största intäkterna per app: $9 166,67 jämfört med $6 480,00 hos Apple App Store och $1 200 på Android market. I juli 2011 rapporterades 3 miljoner nerladdningar per dag och 1 miljard totala nerladdningar. I maj 2013 tog sig BlackBerry World över 120 000 appar. BlackBerry 10-användare kan också köra Androidappar.
Samsung Apps, en appbutik för Samsungs mobiltelefoner, startades i september 2009. Vid oktober 2011 nådde Samsung Apps 10 miljoner nerladdningar. Just nu [när?] är butiken tillgänglig i 125 länder och erbjuder appar till Windows mobiler, Android och Bada-enheter.